# Remember Me?
Remember Me? è un film del 1997 scritto e diretto da Nick Hurran ed interpretato da Imelda Staunton, Robert Lindsay, Emily Bruni e Brenda Blethyn.

## Trama
Una farsa domestica espone le eccentricità di una "tipica" famiglia di periferia borghese che trova la propria vita gettata in una crisi con l'arrivo inaspettato di una delle vecchie fiamme della moglie.